# Джентльмен

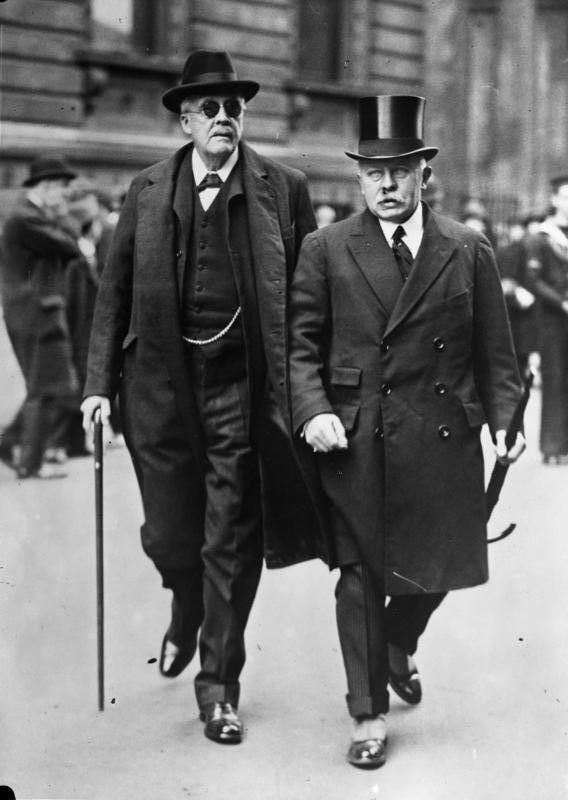
Джентльмены

Джентльме́н (англ. gentleman, дословно — «благородный человек») — мужской образ, сформированный моралью викторианской эпохи.
Изначально слово «джентльмен» означало мужчину благородного происхождения (это было базовым определением аристократа, следующим званием было — эсквайр), но потом так стали называть образованного и воспитанного мужчину, почтенного и уравновешенного (чопорного и невозмутимого).
Клайв Льюис в своём трактате «Просто христианство» отмечал, что в XIX веке «джентльменом» называли каждого мужчину, живущего на доходы с капитала и имеющего возможность не работать, безотносительно к его личным качествам.
С точки зрения образа, сформированного в общественном сознании, джентльмен отличается безупречными манерами и галантным поведением по отношению к женщинам. В частности, он ни в коем случае не посмеет обращаться с ними грубо, в обществе дам будет неукоснительно соблюдать правила этикета.
В Средние века словом джентльмен называли членов нетитулованного дворянства — джентри, к которому относились рыцари и потомки младших сыновей феодалов (в соответствии с майоратом титул наследовался только старшим сыном).

## Происхождение термина

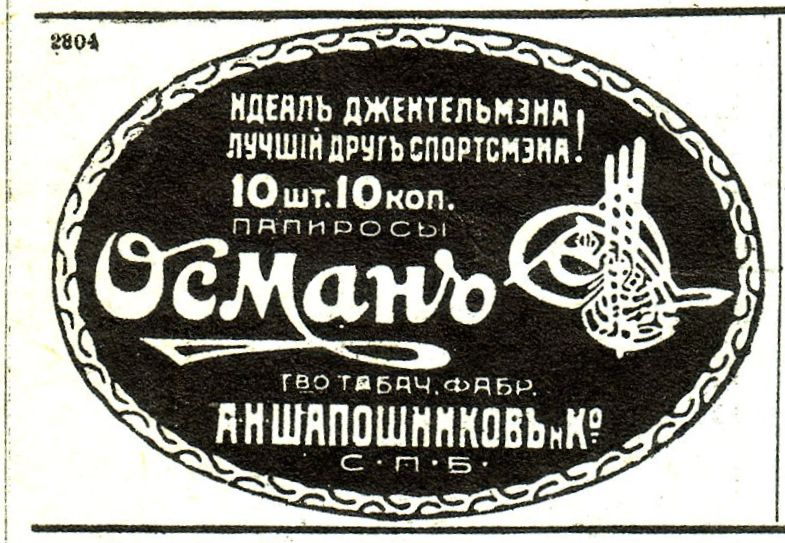
«Идеалъ джентельмэна, лучшiй другъ спортсмэна!». Реклама папирос „Осман“, фабрики т-ва А. Н. Шапошников и К^{о}, СПб, 1914 год

Слово джентльмен происходит от фр. gentil «благородный», восходящего к лат. gentilis, «принадлежащий к роду, родовитый» (от им. падежа ед. числа лат. genus «род»), и англ. man, мужчина. По смыслу английское слово gentleman аналогично французскому gentilhomme, испанскому gentilhombre и итальянскому выражению gentil uomo или gentiluomo. На всех упомянутых языках эти выражения означают хорошо образованного человека из хорошей семьи, члены которой имеют особые отличия, с английского на латинский язык неизменно переводящиеся как generosus, родовитый. В этом смысле английский титул gentleman, как и французский gentilhomme, ранее подразумевали принадлежность к пэрству. Сходное по значению слово джентри (от старофранцузского genterise или, в английском варианте, gentelise) имеет ещё более выраженное значение принадлежности к определённому социальному классу, по-французски называемому noblesse, по-немецки, Adel, а по-русски благородным, т.е дворянским, но без столь строгого счета поколений родовитых предков. В этом смысле слово джентльмен упоминается, например, в известном выражении сторонников Джона Болла, популярном в XIV в.:

Когда Адам пахал, а Ева пряла, 
Кто тогда был джентльменом?Оригинальный текст (англ.)When Adam delved and Eve span,
Who was then the gentleman?— A Dream of John Ball, Келмскотт-пресс
На практике джентльменом к XIX в. стали называть человека, живущего на доход от своей собственности или наследства, и, будучи обеспеченным, не имевшего необходимости в заработке. Оно особенно часто было в обиходе у тех, кто не мог претендовать на благородное происхождение или даже на положение эсквайра. В дальнейшем употребление названия джентльмен было ещё более расширено и превратилось в вежливое обращение к любому мужчине в расхожей фразе «леди и джентльмены» и даже в обозначение мужского туалета (часто в сокращении Gents). Тем не менее, прежний смысл слова также сохранился в контексте, определяющем мужчину вежливого и обходительного либо, по крайней мере, содержащем завуалированный призыв сохранять приличия.

## Современное употребление
Перемены в значении слова джентльмен хорошо иллюстрируют изменения в его определении, данном энциклопедией Британника. В пятом издании 1815 г. сказано, что «джентльмен — это тот, кто, не будучи титулованной особой, имеет собственный герб, или чьи предки были свободными людьми» (то есть не были крепостными или рабами). Согласно седьмому изданию 1845 г. это «все, чей статус выше йомена». В восьмом издании 1856 года к прежнему определению было добавлено: «Из вежливости так обращаются ко всем, чей статус явно выше обычного торговца, если манеры выдают их утонченность и ум».
После введения всеобщего избирательного права и оформления британского среднего класса слово джентльмен постепенно утратило значение благородного происхождения и стало отличительным признаком людей образованных, обладающих приличными манерами и общественным положением. Поэтому обладание гербом или родословной постепенно перестало быть значимым, на первом месте оказалась способность держаться на равных в приличном обществе.
В лучшем случае от джентльмена ожидают соблюдения высоких стандартов в поведении, соответствующих, согласно восьмому изданию Британники, «тому уровню самоуважения и интеллектуальной утонченности, который выражается в манерах непринужденных и, тем не менее, деликатных». Так смысл слова gentle сместился от указания на благородное происхождение к определению манер, которые ожидаются от людей со столь высоким статусом.
Наряду со всем прочим быть джентльменом означает обращаться с людьми, особенно с женщинами, уважительно и не пользоваться какими-либо возможностями, чтобы заставить людей делать то, к чему они не имеют склонности. Исключения, разумеется, составляют те случаи, когда требуется настоять на том, что человеку нужно для его собственного блага, например, обратиться к врачу или получить нечто, желаемое тайно либо неосознанно. В некоторых случаях слово джентльмен употребляют, просто чтобы не задеть самолюбие обращением «мужчина» или каким-либо другим не столь вежливым названием. Например, в газетах можно прочитать о «джентльменах», разбивших витрину магазина урной для мусора, с намерением его ограбить. Сходным образом это слово употребляют с ироническим оттенком.
Одним из вариантов современного употребления слова джентльмен в английском языке является обозначение человека, располагающего достаточными средствами и свободным временем, чтобы интересоваться каким-либо предметом, не будучи профессионалом и не используя свои любительские знания и навыки, чтобы зарабатывать этим на жизнь. В таких случаях это слово обычно становится префиксом: джентльмен-автогонщик, джентльмен-учёный, джентльмен-фермер, джентльмен-архитектор и даже джентльмен-пират.
В Едином кодексе военного права США термин джентльмен используется как условие в выражении «вести себя как подобает офицеру и джентльмену».